# Бардуское ущелье
Бардуское ущелье (груз. ბარდუსის ხეობა) — ущелье в исторический регион Тао, охватывает долину левого притока Пеняк-чай Бардус-чай, находящаяся в настоящее время на территории Турции (район Шенкая в провинции Эрзурум). Центр ущелья, замок  Бардуси. Бардуское ущелье была подчинена епископскую епархию Бани.  

## История
Согласно греческим, римским, армянским и грузинским источникам, до II века до н.э. долина принадлежала Иберии. Затем она перешла под контроль Великой Армении и стала объектом споров между армянами и иберийцами. В 591 году регион был включен в состав Византийской империи, а во второй половине VIII века вошел в состав грузинского княжества Тао-Кларджети. В период средневековья река Бардуси, вероятно, служила границей между двумя частями Тао. В XI веке, несмотря на грузино-византийский конфликт и вторжения сельджуков, регион оставался частью Грузии. В XII веке он стал частью владении эристава Панаскери, а после установления монгольского владычества был завоеван феодальным домом Джакели.
Крепость Бардуси и нахия (административный район Османской империи) часто упоминаются в османских источниках XVI-XVII веков. Деревни и исторические памятники долины были изучены и описаны Эквтиме Такаишвили во время археологической экспедиции 1907 года. 
В ущелье находится:
- Шенкая — городок;
- Патара Ванки[тур.] — полуразрушенная часовня;
- Копи[груз.] — крепость-церковь, датируемая IX или X веком;
- Бардуси — небольшая крепость.
- Дворец и Часовня Атaбага Мзечабуки
- Монастырский Комплекс Лексор